# ورزشگاه یادبود تفنگ‌داران دریایی

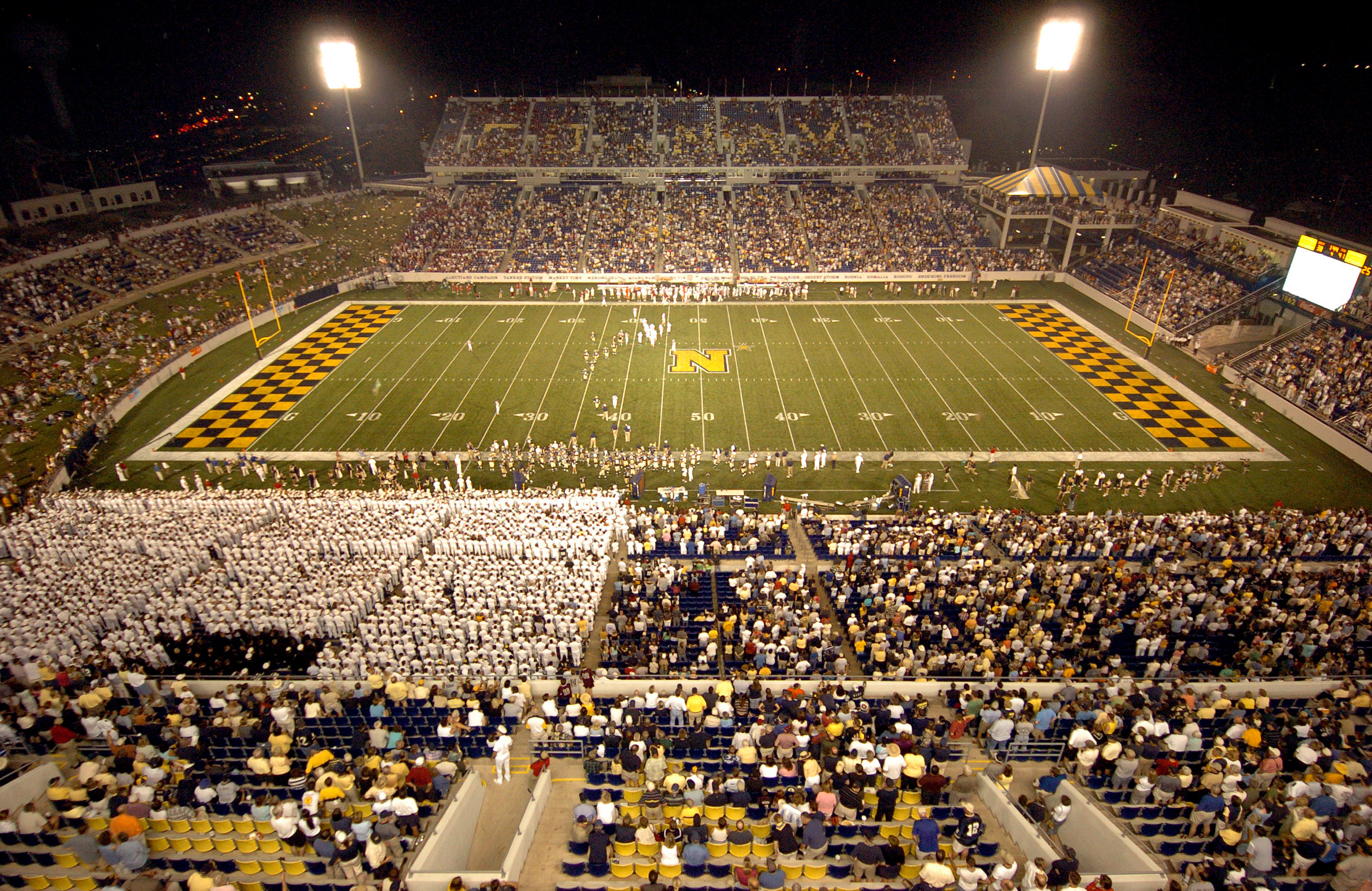

ورزشگاه یادبود تفنگ‌داران دریایی (به انگلیسی: Navy – Marine Corps Memorial Stadium) با ظرفیت ۳۴٬۰۰۰ نفر در شهر آناپولیس ایالت مریلند واقع شده‌است. این ورزشگاه در تاریخ ۱۹۵۹ تأسیس شد و دارای زمین چمن مصنوعی می‌باشد.